# Mother's Finest
Mother's Finest est un groupe américain de funk rock, formé à Atlanta, en Géorgie. Il a connu un gros succès à la fin des années 1970.

## Membres

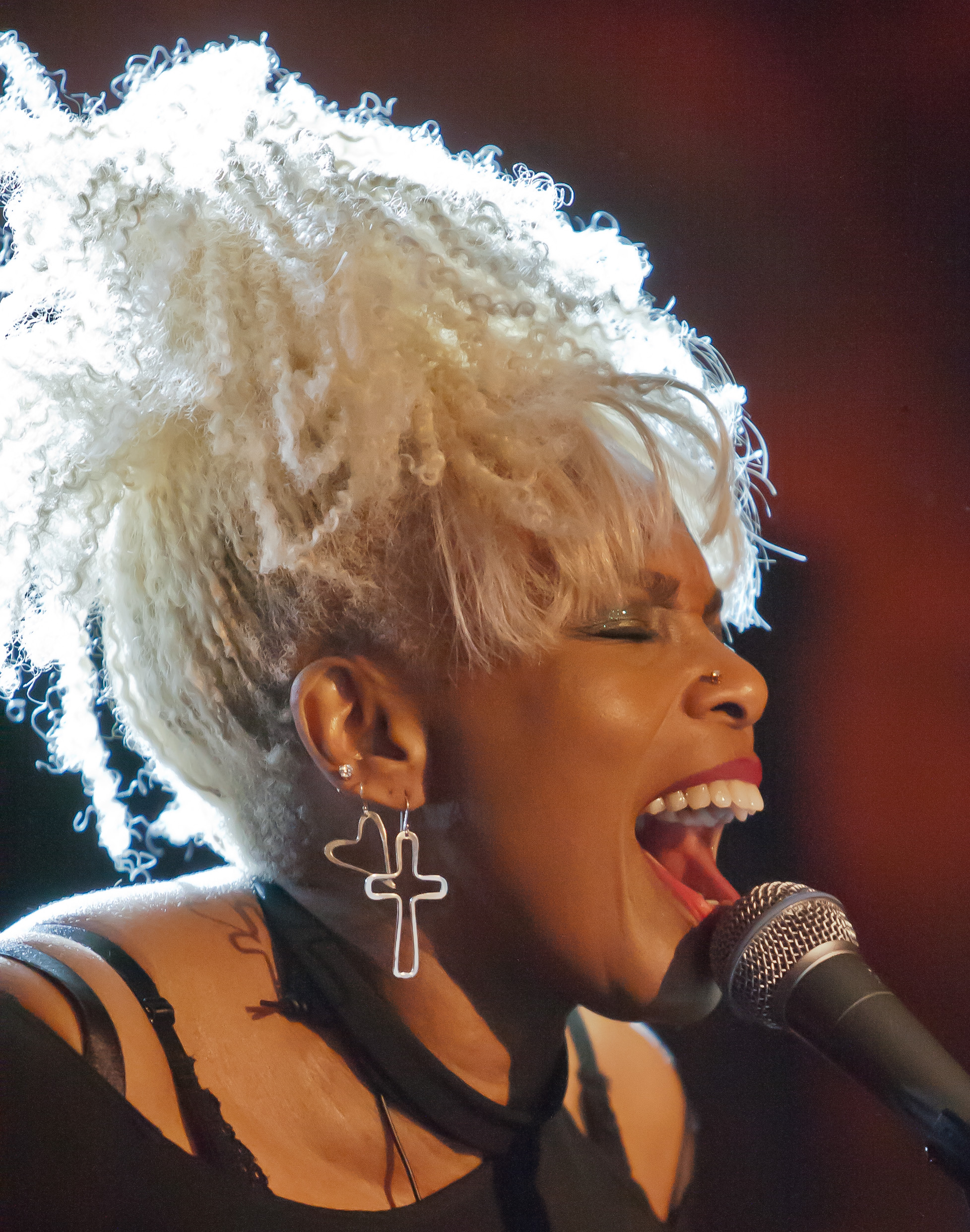
Joyce Kennedy au chant
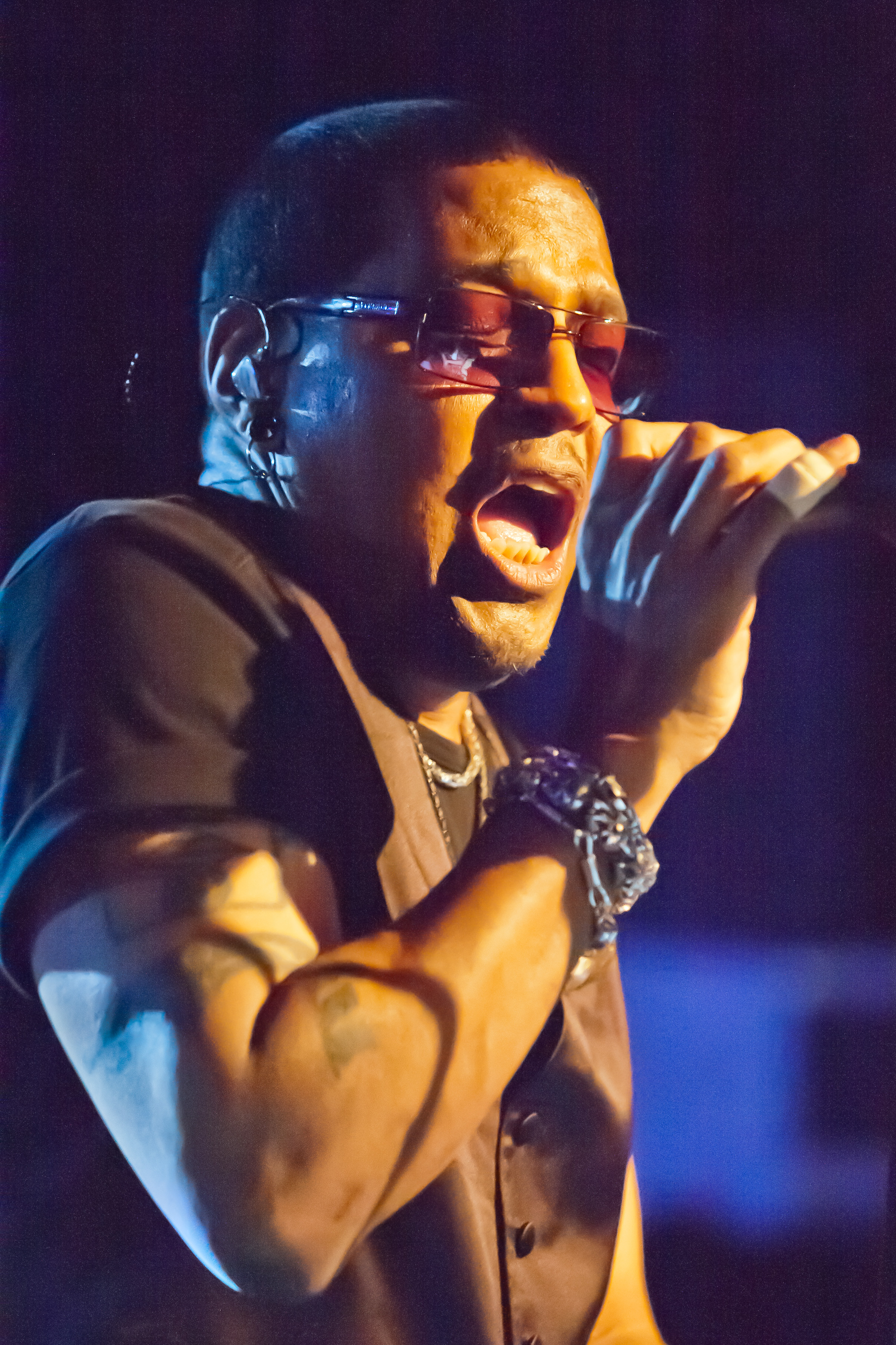
Glenn Murdock au chant
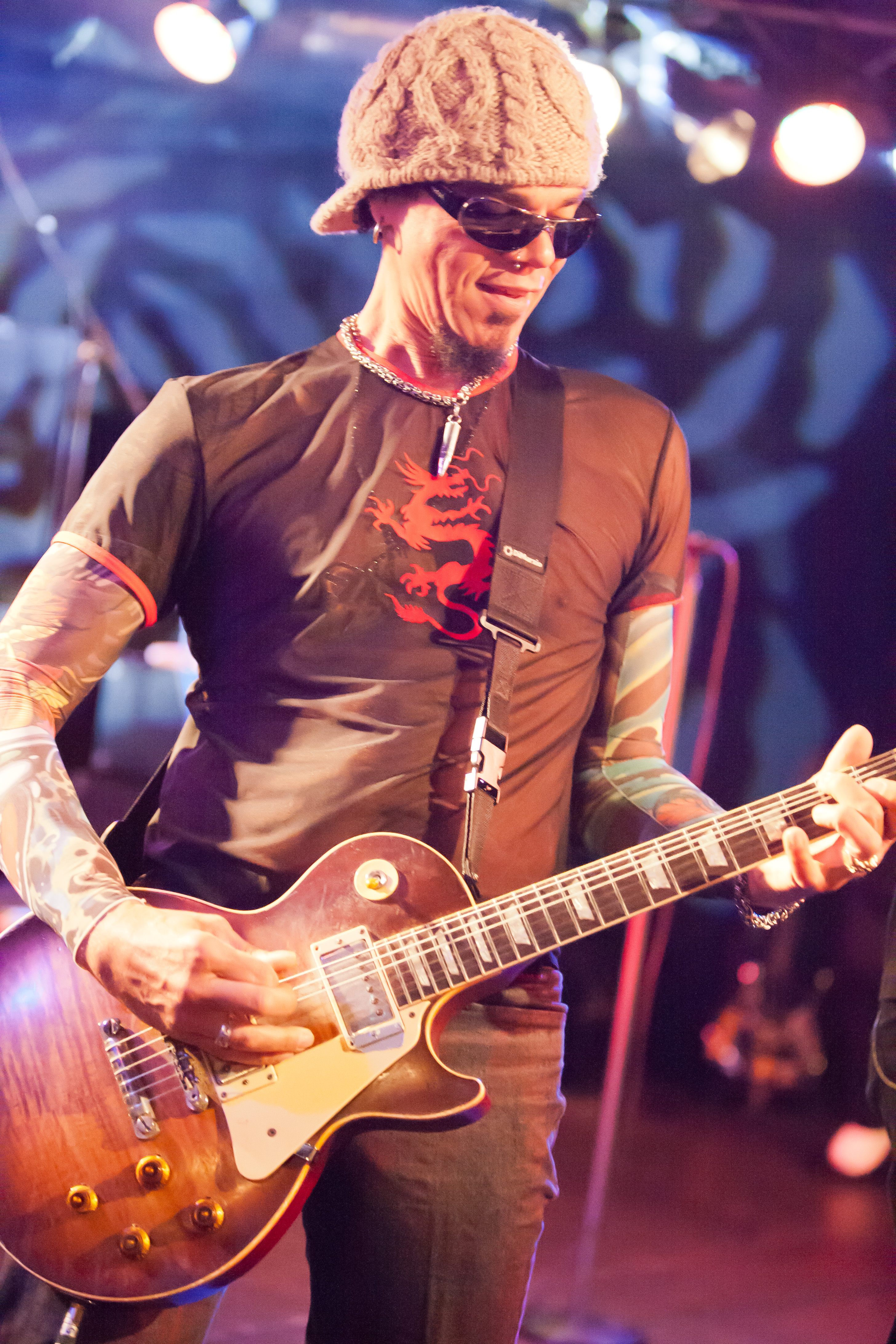
John Hayes à la guitare rythmique
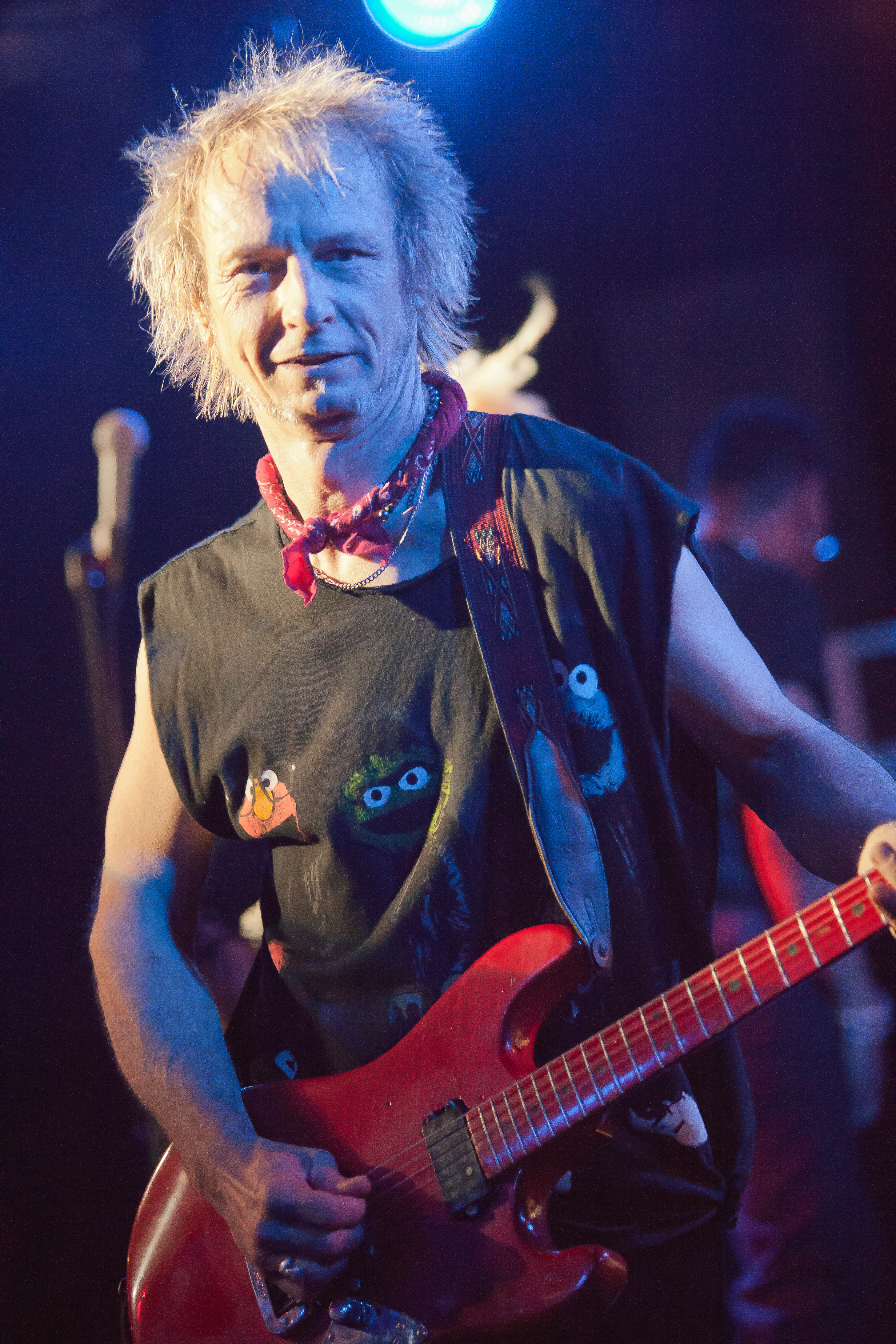
Gary "Moses Mo" Moore à la guitare mélodique
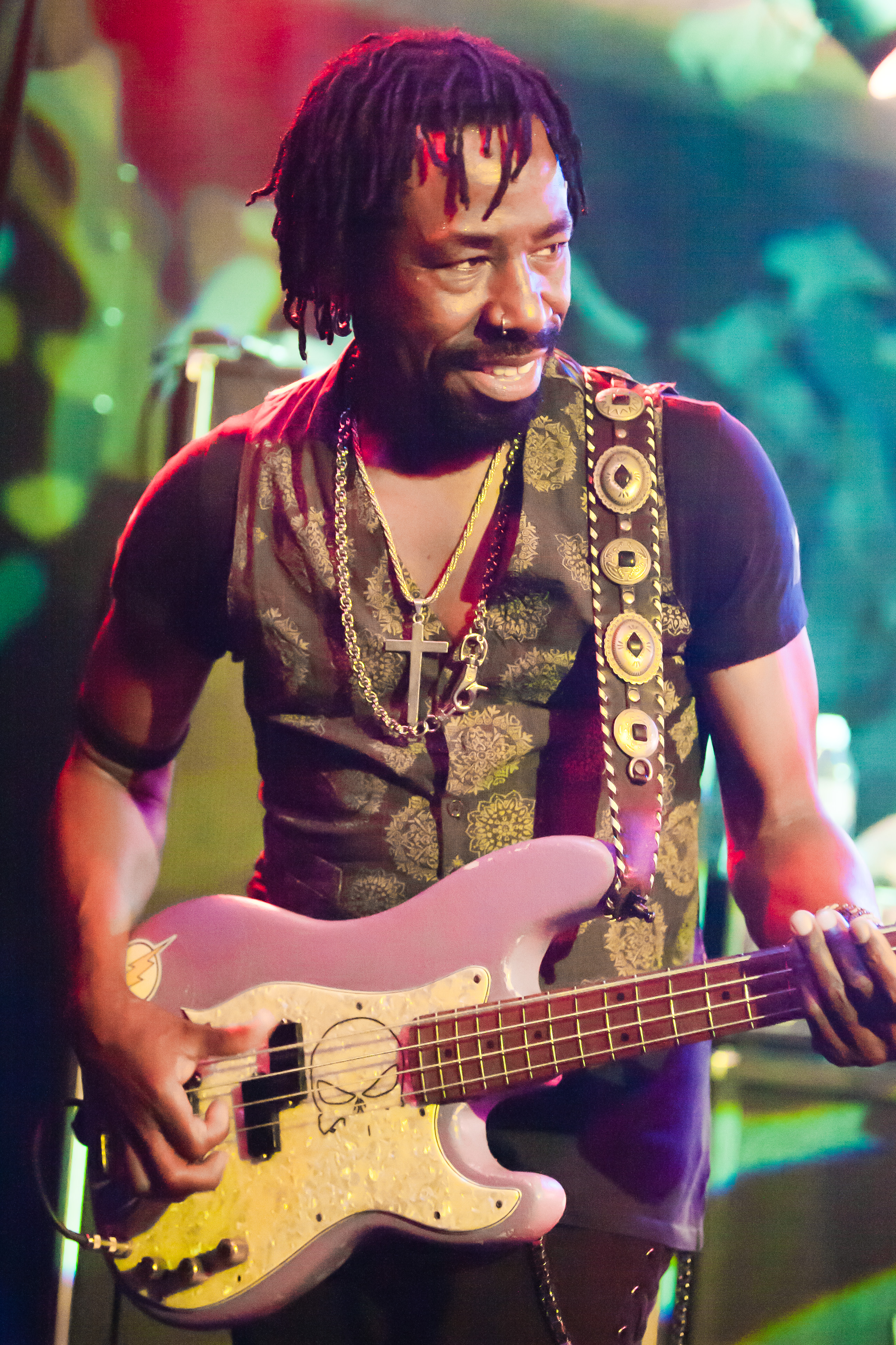
Jerry Seay à la basse
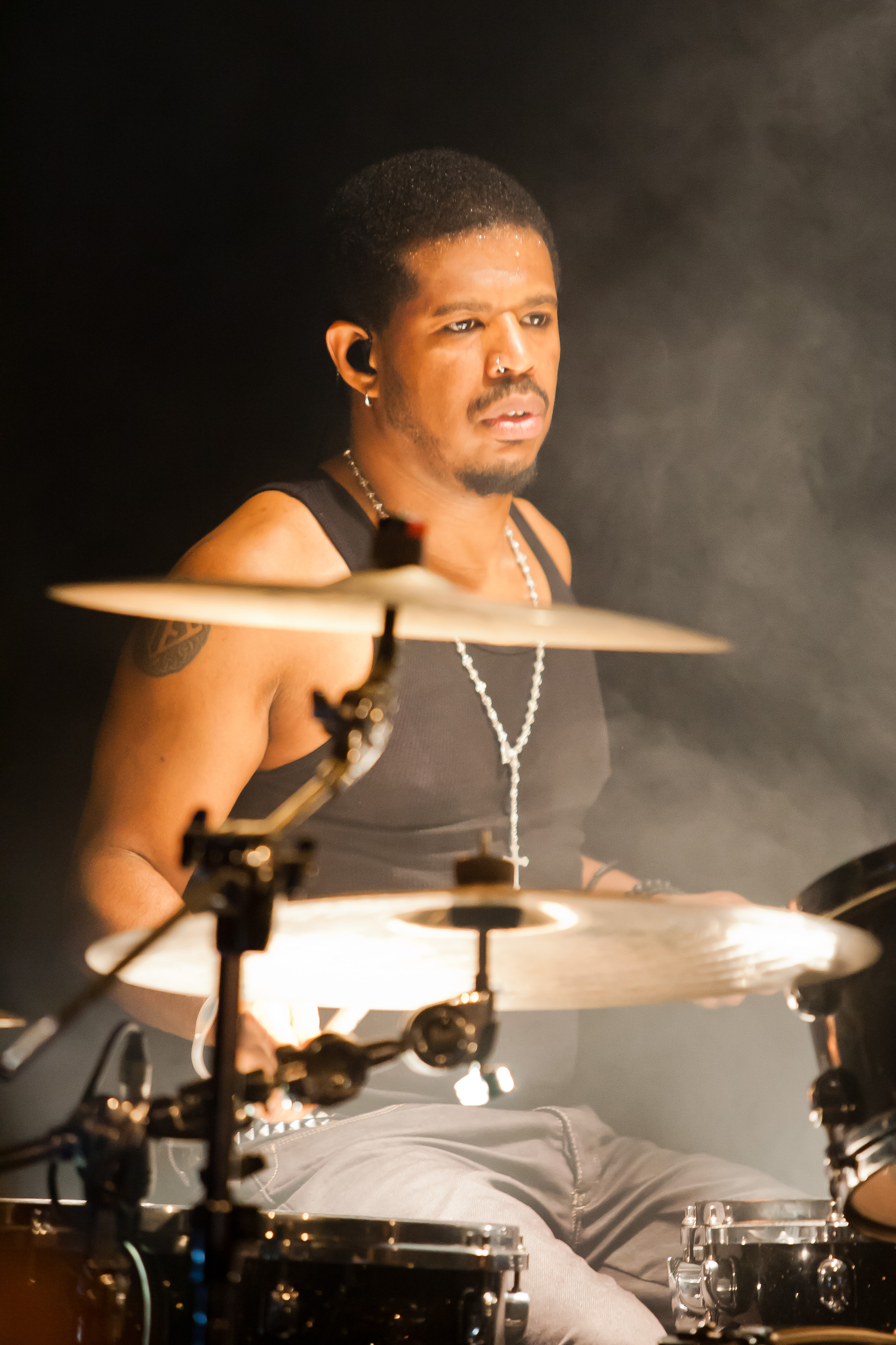
Dion Derek Murdock

## Discographie
- 1972 : Mother's Finest
- 1973 : Mother's Finest
- 1976 : Mother's Finest
- 1977 : Another Mother Further
- 1978 : Mother Factor
- 1979 : Live
- 1981 : Iron Age
- 1983 : One mother to another
- 1989 : Looks could kill
- 1990 : Subluxation (live)
- 1992 : Black radio won't play this record
- 2003 : Meta*Funk'n*Physical
- 2006 : Right Here, right now (ep 4 titres + live)
- 2011 : MF 4D (live)
- 2012 : Mother's Finest - Live at Rockpalast 1978 & 2003
- 2015 : Goody 2 Shoes & The Filthy Beast